# Acanthalburnus microlepis
Acanthalburnus microlepis är en fiskart som först beskrevs av De Filippi, 1863.  Acanthalburnus microlepis ingår i släktet Acanthalburnus och familjen karpfiskar. Inga underarter finns listade i Catalogue of Life.